# سد جاتیلوهور
سد جاتیلوهور (به لاتین: Jatiluhur Dam) یک سد و نیروگاه برقابی در اندونزی است که در جاوه غربی واقع شده‌است.